# Карнай (приток Инсара)
Карнай, в верхнем течении Пырма — река в России, протекает по территории Кочкуровского района и городского округа Саранск Мордовии. Устье реки находится в 118 км по правому берегу реки Инсар. Длина реки составляет 45 км. В 300 м от устья принимает слева реку Акшенас.
Исток реки у деревни Новосельцево в 18 км к юго-востоку от центра Саранска. В верхнем течении описывает петлю, затем течёт на северо-запад. Протекает деревни Новосельцево, Дурасово, Заречный, Старая и Новая Нечаевка. Впадает в Инсар в селе Монастырское, входящее в состав Городского округа Саранск.

## Данные водного реестра
По данным государственного водного реестра России относится к Верхневолжскому бассейновому округу, водохозяйственный участок реки — Алатырь от истока и до устья, речной подбассейн реки — Сура. Речной бассейн реки — (Верхняя) Волга до Куйбышевского водохранилища (без бассейна Оки).
Код объекта в государственном водном реестре — 08010500212110000038345.